# 南アルプス (ヨーロッパ)
南アルプスは、アルプス山脈の地質学的な区分であり、アルプス山脈を横切る主要断層「ペリアドリア構造線」の南側を指す。南アルプスは南石灰岩アルプス山脈とほぼ等しい領域を占めている。南アルプスの岩石は南東のディナル・アルプス山脈へと徐々に移動している。南西部はポー川からの新しい堆積物によって不均一に覆われており、隠れて見えない状態となっている。

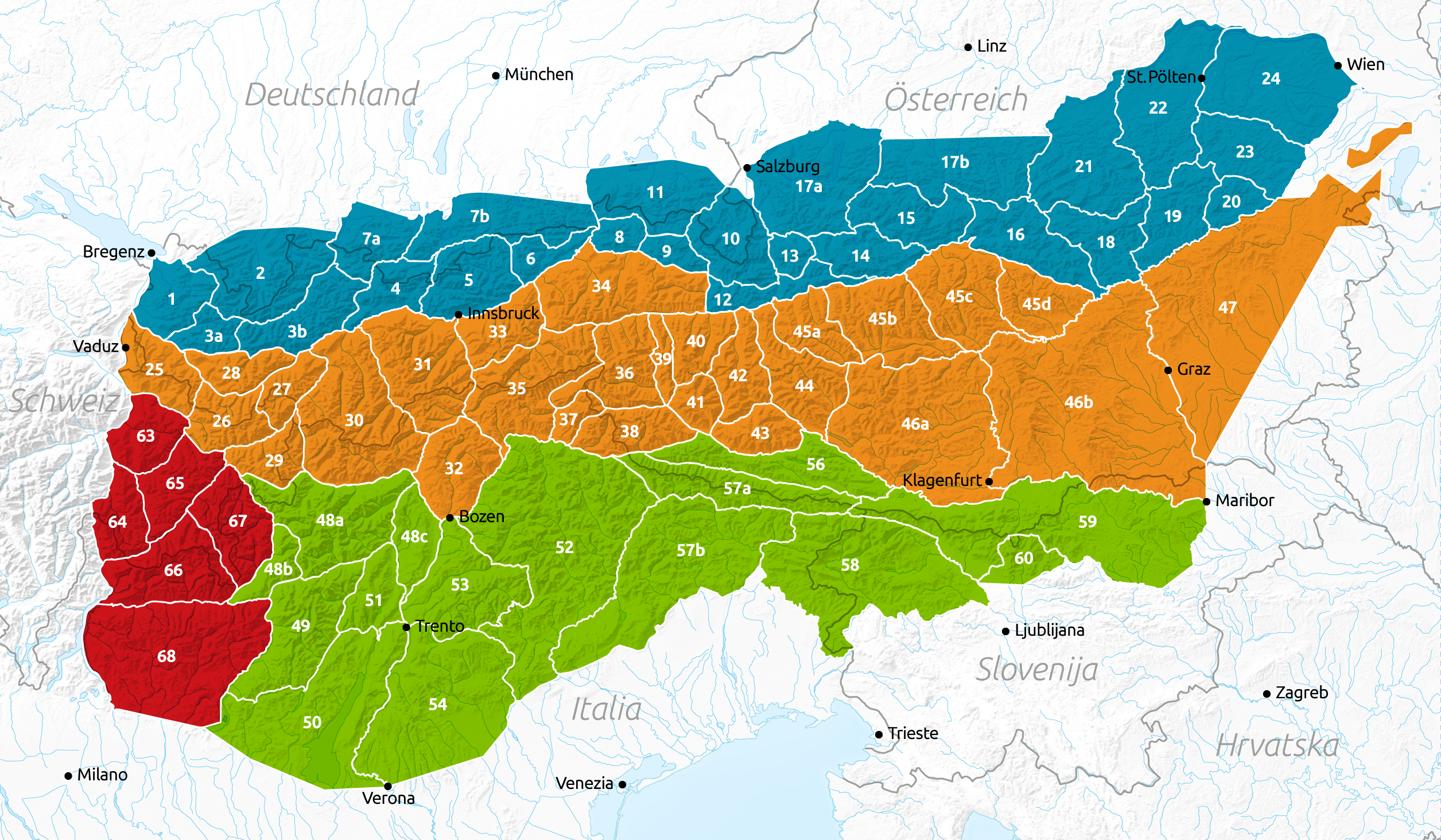
東アルプスのAVE分類

- 北石灰岩アルプス山脈
- 中央東アルプス山脈
- 南石灰岩アルプス山脈
- 西石灰岩アルプス山脈

## 岩石
南アルプスはアドリアプレートの一部であり、アドリアプレートの岩盤によって構成されている。主に中生代の堆積岩であり、その大部分が石灰岩である。

## 構造地質
ペリアドリア構造線の北にある中央東アルプス山脈とは対照的に、南アルプスの地質にはナップといった特徴的な構造が見られない。また、この地域ではよくある純度の高い変成岩も見られない。南アルプスは構造学的に見ると、南側の大規模な衝上断層と褶曲が特徴的であり、この地域では南向きのフェルゲンツ（非対称な方向への褶曲）が大部分を占めている。南アルプスの衝上断層はリストリック断層の面に沿った方向に走っており、比較的浅い位置にデコルマン層がある。この構造はピレネー山脈の南側の前地でも見られる。
イタリアのヴァッレ・ダオスタ州西部から南部にかけては巨大な単斜構造があり、アドリアプレートの巨大なマントル物質がイヴレーア帯と呼ばれる場所で露出している。

## 関連記事
- アルプス山脈